# Retten i Randers
Retten i Randers er en byret i Randers.
Byretten har foruden Randers kommunerne Favrskov, Norddjurs og Syddjurs som retskreds. Inklusiv byretspræsident Martin Møller-Heuer er der pr. 18. marts 2024 tilknyttet ni dommere til retten. Retten beskæftiger i alt 65 medarbejdere. 
Retten har siden domstolsreformen i 2007 haft sit primære tingsted i Nørregade i en bygning, der tidligere husede byens hovedposthus. Bygningen er tegnet af Hans Jørgen Kampmann og Carl Harild og opført 1922-1925.
Posthuset lukkede i 2012, og to år senere overtog retten hele bygningen. Retten råder desuden stadig over det tidligere domhus fra 1862, Randers Ting- og Arresthus, der ligger i Møllestræde. Her er fire af rettens ni retssale placeret. Dertil kommer en afdeling i Grenaa.